# فلسفه روسی
فلسفه روسی (انگلیسی: Russian philosophy) نامی کلی برای میراث فلسفی متفکران روسی است.
در تاریخ‌نگاری، در مورد خاستگاه فلسفه روسی، دوره‌بندی و اهمیت فرهنگی آن اتفاق نظر وجود ندارد. مرزهای تاریخی فلسفه روسیه مستقیماً به محتوای فلسفی‌ای بستگی دارد که می‌توان در تاریخ فکری روسیه دید. از قرن ۱۹، مراحل «پیشا پتری» یا «روسی قدیم» و «پسا پتری» یا «روشن‌گری» در توسعه فلسفه روسی متمایز شده‌است. در تاریخ‌نگاری مدرن، دوره سوم، یعنی «شوروی» نیز متمایز است. با شروع از تفکر دینی، ارشماندریت گابریل، اولین مورخ فلسفه روسی، منشأ آن را در «آموزه‌های» تعلیمی ولادیمیر مونوماخ دید و بدین ترتیب فلسفه روسی را تا کاتبان روسی باستان امتداد داد. تعدادی از مورخان بزرگ فلسفه روسیه تمایل دارند که فلسفه را در مرزهای محدودتری ببینند: فلسفه روسی یک پدیده مستقل است که در عصر پتر کبیر شکل گرفته‌است.
تقلیل فلسفه روسی به پارادایم روشنگری با توجه به تقلیل میراث فلسفی روسیه در دوره‌های پیشین بارها مورد انتقاد قرار گرفته‌است. بحث در مورد خاستگاه و مرزهای فلسفه روسی تا به امروز فروکش نکرده‌است، اگرچه در اکثر مقالات تاریخی و فلسفی مدرن، فلسفه روسی پدیده‌ای از فرهنگ فکری روسیه در نظر گرفته می‌شود که ریشه در ادبیات الهیاتی و تعلیمی روسیه باستان دارد (کلیمنت اسمولیاتیچ، کریک نووگورودی، کریل توروفسکی و دیگران از اولین فیلسوفان روسی هستند.
به‌گفته نیکولای لاسکی، ویژگی‌های بارز فلسفه روسی عبارتند از: کیهان‌گرایی، سوفیولوژی، سوبورنست، متافیزیک، دین‌گرایی، شهودگرایی، پوزیتیویسم، واقع‌گرایی (هستی‌گرایی).
سمیون فرانک فلسفه روسی را با اشاره به جدایی‌ناپذیری معانی عقلانی و اخلاقی ذاتی متفکران روسی و ذاتی کلمه پراودا توصیف کرد. همچنین نیکولای بردیایف به ویژگی تلاشی اندیشه روسی اشاره کرد که «برای خود یک جهان‌بینی توتالیتر و کل‌نگر ایجاد کند که در آن پراودا-حقیقت با پراودا-عدالت ترکیب شود».
به گفته پروفسور آندری سوخوف، هیچ فلسفه دیگری این همه تأمل در مورد سرنوشت کشور ندارد. محقق ماریا وارلاموا نیز عنوان کرده که در روسیه، افلاطون شخصیت بسیار مهم‌تری از ارسطو است.
پروفسور نینا دمیتریوا خاطرنشان می‌کند که «اندیشه فلسفی روسیه تا پایان سده ۱۹ تا ۲۰ عمدتاً در جریان اصلی نقد ادبی و روزنامه‌نگاری با تمرکز اصلی بر موضوعات اجتماعی - سیاسی و اخلاقی و در دهه‌های پایانی سده ۱۹ توسعه یافت. در قرن حاضر اندیشمندان عرفانی و مذهبی شروع به ایجاد لحن در فلسفه دانشگاهی و به اصطلاح آزاد کردند.
پروفسور، دکترای علوم تاریخی ناتالیا وروبیووا در کار خود «تاریخ فرهنگ معنوی روسیه» اشاره می‌کند، محققان مدرن عدم وجود یک سیستم اصلی فلسفی ملی اسلاو-روس را فرض می‌کنند و سیستم فلسفه روسیه را پدیده‌ای از دوره مدرن تاریخ انسان می‌دانند.
دیمتری لیخاچف می‌نویسد: «در طول قرن‌های متمادی، فلسفه روسیه با ادبیات و شعر ارتباط نزدیک داشت؛ بنابراین، باید در ارتباط با لومونوسوف و درژاوین، تیوتچف و ولادیمیر سولوویف، داستایوفسکی، تولستوی، چرنیشفسکی... مطالعه شود.»

## مکاتب و گرایش‌های اصلی
گرایش‌های اصلی فلسفه روسیه عبارتند از:
1. غرب‌گرایی روسی و لیبرالیسم در روسیه؛ اواسط قرن ۱۹
2. اسلاووفیلیسم و پوچوننیچستوو؛ اواسط قرن 19[الف]
3. نارودنیک؛ نیمه دوم قرن ۱۹
4. نیهیلیسم روسی؛ نیمه دوم قرن ۱۹
5. آنارشیسم در روسیه؛ نیمه دوم قرن ۱۹
6. کیهان‌گرایی روسی؛ اواخر ۱۹ - نیمه اول قرن ۲۰
7. تولستوییسم - اواخر قرن ۱۹ - اوایل قرن ۲۰
8. پوزیتیویسم - اواخر قرن ۱۹ - اوایل قرن ۲۰
9. وخوفستوو؛ آغاز قرن ۲۰
10. سوفیولوژی؛ آغاز قرن ۲۰
11. اوراسیایسم؛ نیمه اول قرن بیستم، آغاز قرن ۲۱
12. مارکسیسم-لنینیسم؛ قرن ۲۰
13. ناسازگاری؛ پس از استقرار قدرت شوروی در قرن ۲۰
14. اتاتیسم
15. سنت‌گرایی
16. ناسیونالیسم در روسیه

## خاستگاه‌ها

### اندیشه فلسفی در دولت قدیمی روسیه (قرن ۱۱–۱۳)
وجود فلسفه روسیه باستان قابل بحث است. برخی از محققان، مانند کشیش دیمیتری لسکین، واقعیت وجود آن را به رسمیت شناختند، برخی دیگر آن را انکار کردند و تنها ادعای وجود ایده‌ها و مسائل فلسفی در ادبیات باستانی روسیه را داشتند. افکار فلسفی «حکیمان هلنی» از منابع ترجمه‌شده به ادبیات روسیه قدیم اتفاق افتاد. در چارچوب جهان‌بینی دینی، مسئله ماهیت انسان، قدرت دولت و ارزش‌های جهانی («خطبه در قانون و فیض» توسط هیلاریون کیف که «اولین فیلسوف روسیه باستان پنداشته می‌شود») حل شد. آرمان اخلاقی در آموزه‌های ولادیمیر مونوخ وجود دارد. علاوه بر تاریخ‌شناسی، داستان‌های گذشته عناصری از فلسفه دینی را نیز در بر می‌گیرد: مفاهیم مالکیت (هیپوستاز)، گوشت (ماده)، بینش (شکل)، میل و رؤیا (تخیل) در حال توسعه هستند. همچنین در روسیه باستان، ادبیات ترجمه‌شده از بناهای فلسفی بیزانس به‌طور گسترده منتشر شد که مهم‌ترین آن‌ها مجموعه گفته‌های «زنبور» و «دیوپترا» فیلیپ زاهد بود. از مشهورترین نویسندگانی که آثار مهم فلسفی از خود به‌جای گذاشتند می‌توان به ولادیمیر مونوماخ، تئودوسیوس پچرسکی، کلیمت اسمولیاتیچ، کریک نووگورودی، کریل توروفسکی و دانیل زاتوچنیک اشاره کرد.

### مسائل فلسفی در آثار کاتبان روسی قرن ۱۴–۱۷

#### جوزف ولوتسکی و نیل سورسکی
مناقشه گسترده‌ای بین پیروان ژوسف از ولوکولامسک (یوزفیت) و نیل سورسکی (پیران ترانس-ولگا) درگرفت، و مربوط به نقش کلیسا در دولت و اهمیت زمین‌ها و تقسیمات آن بود. مشکل تقسیمات کلیساها و زمین ارتباط مستقیمی با فلسفه نداشت، و انگیزه‌ای برای بررسی مسائل مربوط به اموال کلیسا در سطح ادبیات کتاب مقدس بود (در مجادلات گریگوری سینایت و سیمئون متکلم جدید ،یوحنا، اسحاق نینوا، جان کاسیان، نیلوس سینا، بازیل قیصریه و دیگران ذکر شده‌است) و در نهایت به پرسش معنای ارتباط بین ایمان و قدرت منجر شد که در خاک روسیه در ایده «کاریزما» حاکم حل شد. این مسئله فلسفی بیشتر در میراث نامه‌نگاری ایوان مخوف و شاهزاده کوربسکی، در «دختر وویود دراکولا» اثر فئودور کوریتسین، و همچنین در پیام ایوان پرسوتوف توسعه یافت. علاوه بر این، جوزف ولوتسکی و نیل سورسکی در جریان مبارزه با بدعت یهودیان و استریگولنیکی، که در سرزمین نووگورود گسترش یافت، به تاریخ پیوستند. با گسترش بدعت یهودیان در محیط فکری روسیه، آثار شبه‌ارسطویی ظاهر شد. موقعیت استریگولنیک‌ها در روحیه آن‌ها به هوسی‌ها نزدیک بود. در این راستا، نه تنها به استدلال‌های ادبیات پدری، بلکه به یادگارهای دانش مکتبی لاتین نیز نیاز است، که دیمیتری گراسیموف، شروع به ترجمه آن‌ها کرد. قابل توجه است که واکنش جوزف ولوتسکی و نیل سورسکی به بدعت‌گذاران نیز کاملاً متفاوت بود: جوزف ولوتسکی بر نابودی بدعت‌گذاران اصرار داشت، به گفته جوزف، لازم است «به آن‌ها جراحت وارد کرد و بدین وسیله دست او را تقدیس کرد». درحالی‌که نیل سورسکی و واسیان پاتریکیف بر نیاز به توصیه، مبارزه با کلمه، نه با شمشیر، اصرار داشتند. مناقشه بین یوزفیت‌ها و غیر مالکان نمونه مهمی از تنش بین مقامات و آزاداندیشان در دولت روسیه شد که متعاقباً بارها و بارها در تاریخ فلسفه روسیه ظاهر شد.

#### مدرسه اوستروگ
مدرسه اوستروگ که توسط شاهزاده کنستانتین اوستروژسکی در قلمرو خود در اوستروگ به‌منظور تقویت ایمان ارتدکسی و بهبود کیفیت کار روحانیون ارتدکس در منازعات تأسیس شد، نقش مهمی در شکل‌گیری فلسفه روسی توسط ایفا کرد. در مدرسه اوستروگ، توجه زیادی به مطالعه زبان‌ها معطوف شد: یونان باستان، لاتین و اسلاوی کلیسایی باستان. در مدرسه چاپخانه‌ای وجود داشت که ایوان فدوروف و پیوتر تیموفیف در آن کار می‌کردند. شاهزاده آندری کوربسکی نیز در توسعه مدرسه شرکت کرد. در کنار ادبیات کلامی، فلسفه مکتبی نیز در مدرسه اوستروگ مورد مطالعه قرار گرفت؛ بنابراین ویتالی دوبنسکی فلورلژیا «دیوپترا، یا آینه و بازتاب زندگی انسان در جهان بعدی» را در صومعه یونیو گردآوری کرد. از جمله فارغ‌التحصیلان مدرسه عبارتند از: نویسنده «گرامر» ملیتی اسموتریتسکی (پسر اولین رئیس)، ارشماندریت لاورای کیف-پچرسک، بنیان‌گذار چاپخانه لاورا یلیسی پلنتتسکی، نویسنده جدلی، فیلسوف، نویسنده «آپوکریسیس»، کریستوفر فیله و بسیاری دیگر. فعالیت‌های مدرسه اوستروگ جهت‌گیری دروس فلسفی و الهیات را در آکادمی‌های اسلاو-یونانی-لاتین کیف-موگیلا و مسکو تعیین کرد.

#### مدرسه رتیشچفسکی
مدرسه رتیشچفسکی اولین مؤسسه آموزشی در روسیه بود که به‌عنوان یک حلقه درباری در دوران سلطنت الکسی میخایلوویچ تأسیس شد. آموزش در رتیشچفسکی بر اساس مدل مؤسسات آموزش عالی اروپایی انجام شد. این مدرسه به ابتکار فئودور رتیشچف ایجاد شد و از سال ۱۶۴۸ در مسکو فعالیت کرد. مدرسه رتیشچفسکی اولین مدرسه در مسکو بود که به‌طور رسمی دوره‌های فلسفه و بلاغت را آموزش داد. رئیس مدرسه رتیشچفسکی فیلسوف، الهی‌دان و مترجم اپیفانیوس اسلاوینتسکی بود.

#### آکادمی اسلاو-یونانی-لاتین مسکو
مهم‌ترین شخصیت در آکادمی اسلاو-یونانی-لاتین مسکو سیمئون پولوتسکی بود. سیمئون پولوتسکی چهره‌ای از فرهنگ روسی، نویسنده معنوی، الهی‌دان، شاعر، نمایش‌نامه‌نویس و مترجم بود. او مربی فرزندان تزار روسیه الکسی میخایلوویچ از ماریا میلوسلاوسکایا بود: ایوان، سوفیا و فیدور. از دیگر چهره‌های مهم آکادمی می‌توان به سیلوستر مدودف و برادران لیخودا، فئوفیلاکت لوپاتینسکی، پالادی روگوفسکی اشاره کرد.

#### فلسفه در کالج اسمولنسک
مهم‌ترین شخصیت فلسفی در کالج اسمولنسک گدئون ویشنفسکی بود. اسقف گدئون ویشنفسکی اسقف کلیسای ارتدکس روسیه، اسقف اسمولنسک و دوروگوبوژ بود.

## فلسفه روسی قرن هجدهم
اصلاحات پتر اول به محدود شدن قدرت کلیسا و نفوذ فلسفه غرب به روسیه از طریق سیستم آموزش عالی در حال ظهور، کمک کرد. محبوب‌ترین نوآوری غربی دئیسم بود که طرف‌داران آن متفکران کلیدی روشن‌گری روسیه مانند میخاییل لومونوسف و الکساندر رادیشچف بودند. در همین لحظه بود که اتمیسم و احساس‌گرایی وارد روسیه شد. در عمل، ایده‌های دئیسم در ضد روحانیت و اثبات انقیاد قدرت معنوی به سکولارها بیان شد. همچنین، فلسفه روشن‌گری روسیه بسیاری از ایده‌های فراماسونری را اقتباس کرد. گریگوری تپلوف یکی از اولین لغت‌نامه‌های فلسفی روسی را گردآوری کرد.
فیلسوفان مهم روسی قرن هجدهم عبارتند از: تئوفان پروکوپویچ و استفان یاورسکی، میخائیل لومونوسوف، گرگوری اسکوورودا. آثار اصلی فیلسوفان روسی قرن هجدهم عبارتند از: «گفتگوی دو دوست» اثر واسیلی تاتیشچف، «فلسفه کودکان» اثر آندری بولوتوف، «دانش کلی در باب فلسفه» اثر گریگوری تپلوف و «دربارهٔ انسان، فناپذیری و جاودانگی او» اثر الکساندر رادیشچف.

## فلسفه روسی قرن نوزدهم

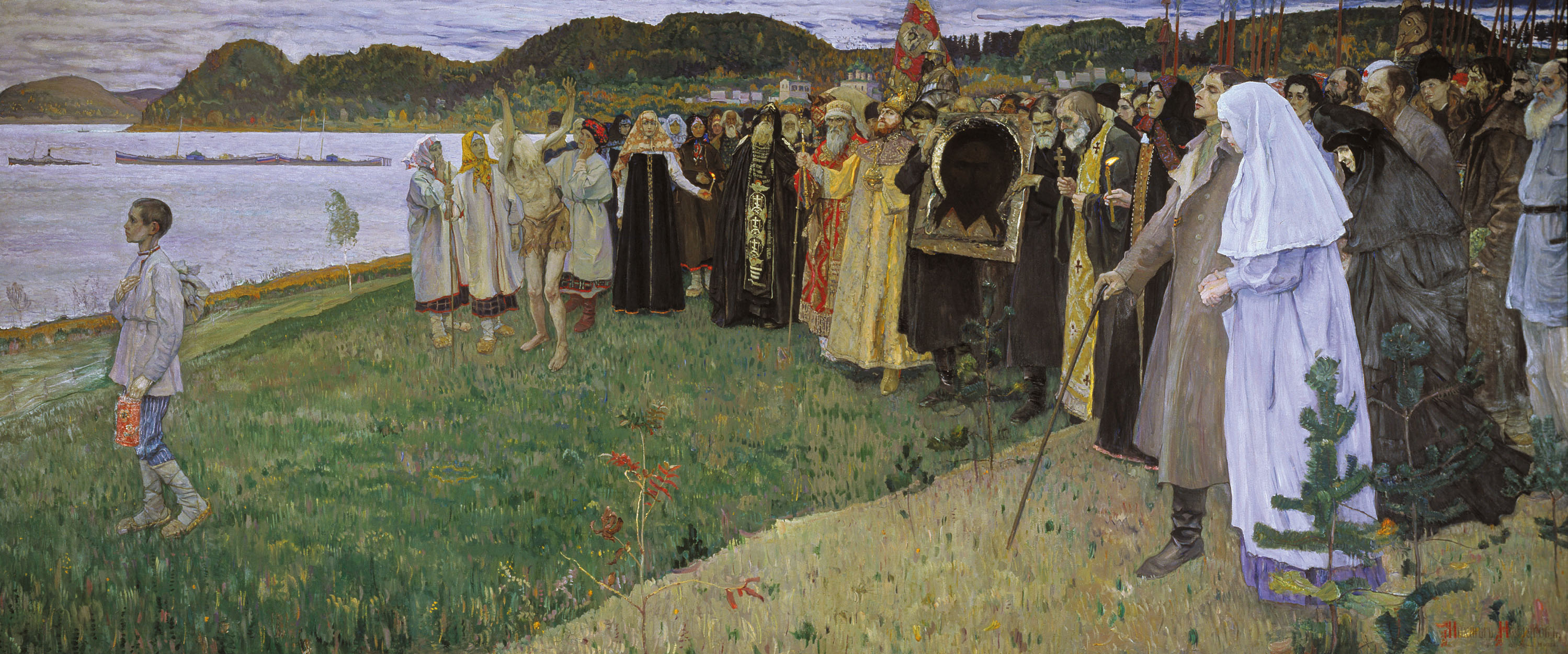
میخائیل نستروف. در روسیه. روح مردم. این نقاشی فیلسوفان روسی ولادیمیر سولوویف، لئو تولستوی و فئودور داستایوفسکی را به تصویر می‌کشد.

شلینگیسم در اوایل قرن نوزدهم در روسیه ظاهر شد. در سال ۱۸۲۳، انجمن حکمت ایجاد شد.
- پیتر چاادایف؛ در خاستگاه فلسفه ایستاد و در مورد روسیه به‌عنوان یک تمدن جداگانه سؤال کرد. برای بقیه، او عقاید قدیمی را در مورد ساختار مکانیکی جهان و ماهیت مشیتی تاریخ تکرار کرد.
- الکسی خومیکوف؛ تصمیم در مورد هویت روسیه را رضایت‌بخش نمی‌دانست و از ایده سوبورنوست دفاع کرد.
- ایوان کیریفسکی؛ از آرمان روسیه پدرسالار پیش از پترین دفاع کرد.
- کنستانتین آکساکوف؛ بین کشور و ایالت تمایز قائل شد.
- فئودور داستایوفسکی؛ دربارهٔ «ایده روسی» و لزوم بازگرداندن پیوند «جامعه تحصیل‌کرده» و مردم بر اساس «خاک» ملی استدلال کرد.
- آلکساندر هرتسن
- ویساریون بلینسکی
- نیکولای دوبرولیوبوف
- نیکلای چرنیشفسکی
- دیمیتری پیساروف

### فلسفه وحدت-همه ولادیمیر سولوویف
معاصران، ولادیمیر سولوویوف (۱۸۵۳–۱۹۰۰) را شخصیت اصلی فلسفه روسیه می‌نامیدند. او فلسفه‌ای را که پیش از خود وجود داشت به‌دلیل انتزاعی بودن نقد می‌کرد و جلوه‌های افراطی آن را مانند تجربه‌گرایی و خردگرایی نمی‌پذیرفت. او ایده وحدت کلی مثبت را به رهبری خدا مطرح کرد. او خیر را مظهر اراده، حقیقت را مظهر عقل، زیبایی را مظهر احساس می‌دانست. فیلسوف کل جهان مادی را تحت کنترل او می‌دید، درحالی‌که انسان در فلسفه‌اش به‌عنوان حلقه اتصال بین خدا و طبیعت عمل می‌کرد که توسط او خلق شده بود، اما کامل نبود. انسان باید آن را به کمال برساند (تا معنویت)، این معنای زندگی اوست (حرکت به سوی مطلق). از آن‌جایی که انسان جایگاهی واسط بین خدا و طبیعت دارد، فعالیت اخلاقی او در عشق به شخص دیگری، به طبیعت و به خدا متجلی می‌شود. سمیون فرانک و لو کارساوین نیز از مفهوم وحدت-همه استفاده کردند.

### فلسفه لئو تولستوی
لئو تولستوی (۱۸۲۸–۱۹۱۰) یکی از مکان‌های اصلی در فلسفه روسیه را اشغال کرده‌است. فلسفه او تحت‌تأثیر دیدگاه‌های کانت، روسو و آرتور شوپنهاور بود. نظرات تولستوی توسط بسیاری از معاصران او و پیروانش مشترک بود. گاندی او را معلم خود می‌دانست. تولستوی در فلسفه خود ارزش مؤلفه اخلاقی دین را به رسمیت می‌شناسد، اما تمام جنبه‌های الهیاتی آن (دین واقعی) را انکار می‌کند. هدف شناخت، جستجوی معنای زندگی توسط شخص است.

### پوزیتیویسم
- دی روبرتی
- گریگوری ویروبوف
- لسویچ
- پیتر لاوروف
- نیکولای میخایلوفسکی[۱۵]

## فلسفه روسی قرن بیستم
در آغاز قرن بیستم، بزرگ‌ترین فیلسوفان روسی، تحت‌تأثیر تغییرات اجتماعی و سیاسی در این کشور، سه مجموعه فلسفی منتشر کردند که بازتاب و ارزیابی عمومی گسترده‌ای از شخصیت‌های مختلف سیاسی آن زمان دریافت کرد. این مجموعه‌ها عبارتند از:
- مشکلات ایده‌آلیسم ۱۹۰۲.
- نقاط عطف، مجموعه مقالات در مورد اطلاعات روس، ۱۹۰۹.
- از عمق، مجموعه مقالات دربارهٔ انقلاب روسیه. ۱۹۱۸.

فلسفه دینی روسیه در آغاز قرن ۱۹ و ۲۰ به‌نوعی به سنتز بین اسلاووفیلیسم و غرب‌گرایی تبدیل شد. پس از چادایف، پروژه‌هایی برای ساخت پادشاهی خدا بر روی زمین ادامه یافت، که ویژگی‌های سوفیولوژی (ولادیمیر سولوویوف، سرگئی بولگاکوف) و رز جهانی (دانیل آندریف) را به‌دست‌آورد. اعتقاد بر این بود که دین و بازآفرینی معنوی و اخلاقی بخش مهمی از ساختن یک جامعه عادلانه است. تا حدی، ایده‌های سوفیولوژی توسط بلشویسم (کمونیسم) و کیهان‌گرایی (نووسفر) به ارث رسیده‌است.
در قرن بیستم، در ارتباط با رویدادهای دراماتیک تاریخ روسیه، فلسفه روسیه به مارکسیسم روسی و فلسفه دیاسپورای روسیه تقسیم می‌شود. برخی از فیلسوفان به خارج از کشور تبعید شدند، اما برخی در روسیه شوروی ماندند: پاول فلورنسکی و شاگردش الکسی لوسف. از طریق لوسف، سنت‌های فلسفه روسی در روسیه شوروی احیا شد، زیرا سرگئی آورینتسف و ولادیمیر بیبیخین جانشینی معنوی را از او دریافت کردند.

### اگزیستانسیالیسم نیکولای بردیایف
مهم‌ترین جایگاه در اندیشه فلسفی روسیه در نیمه اول قرن بیستم را آثار نیکلای بردیایف (۱۸۷۴–۱۹۴۸) برجسته‌ترین نماینده اگزیستانسیالیسم روسی اشغال کرده‌است. بردیایف در آغاز به دیدگاه‌های مارکسیستی پایبند بود و در تظاهرات ضددولتی شرکت می‌کرد و با یکی از رهبران سوسیال دموکراسی آلمان، کارل کائوتسکی مکاتبه می‌کرد. با این حال، فیلسوف و متفکر جوان به‌زودی مارکسیسم را کنار گذاشت و به یکی از دقیق‌ترین منتقدان این دکترین تبدیل شد.
بردیایف تقابل اصلی را که باید در جهان‌بینی فیلسوف ایجاد شود، تقابل روح و طبیعت می‌نامد. روح یک موضوع، حیات، خلاقیت و آزادی است، طبیعت یک شیء، یک چیز، ضرورت و عدم تحرک است. شناخت روح از طریق تجربه به‌دست می‌آید. خدا روح است. کسانی که تجربه معنوی و تجربه خلاقیت داشته‌اند نیازی به اثبات عقلانی وجود خدا ندارند. در هسته خود، خدای غیرمنطقی و فوق عقلانی وجود دارد.
بردیایف با توسعه موضوع خلاقیت و معنویت در تدریس خود به ایده آزادی توجه زیادی می‌کند که ارتباط بین خدا، جهان و انسان را آشکار می‌کند. او سه نوع آزادی را متمایز می‌کند: آزادی غیرعقلانی اولیه، یعنی خودسری؛ آزادی عقلانی، یعنی انجام یک وظیفه اخلاقی؛ و سرانجام آزادی آغشته به عشق خدا. او استدلال می‌کند که آزادی توسط خدا آفریده نشده‌است و بنابراین نمی‌توان خداوند را مسئول آزادی‌ای دانست که شر را ایجاد کرده‌است. آزادی اولیه امکان خیر و شر را شرط می‌کند؛ بنابراین حتی خدا نمی‌تواند اعمال انسان با اختیار را پیش‌بینی کند، او به‌عنوان یک دستیار عمل می‌کند تا اراده یک فرد خیر شود.
دیدگاه‌های وجودی در آثار بردیایف در اندیشه‌های او دربارهٔ مسئله شخصیت متجلی می‌شود. به گفته بردیایف، شخصیت بخشی از کیهان نیست، برعکس، کیهان بخشی از شخصیت انسان است. شخصیت یک جوهر نیست، یک عمل خلاقانه است، در فرایند تغییری تغییرناپذیر است. فردی که از این طریق فعالیت خلاقانه را بروز می‌دهد، خدایی را در خود می‌یابد.
بردیایف در تلاش است تا «ایده روسی» را تدوین کند که بیانگر شخصیت و مسلک مردم روسیه است. این متفکر معتقد است: «مردم روسیه مردمی بسیار قطبی هستند، آن‌ها ترکیبی از متضادها هستند». مردم روسیه ظلم و انسانیت، فردگرایی و جمع‌گرایی، جستجوی خدا و الحاد ستیزه‌جو، فروتنی و تکبر، بردگی و عصیان را با هم ترکیب می‌کنند. در تاریخ، ویژگی‌های ملی مانند اطاعت از قدرت، شهادت، فداکاری و گرایش به عیاشی و هرج‌ومرج نمود پیدا کرد. بردیایف در مورد رویدادهای ۱۹۱۷ تأکید می‌کند که انقلاب لیبرال-بورژوایی در روسیه یک آرمان‌شهر بود. انقلاب در روسیه فقط می‌تواند سوسیالیستی باشد. به گفته این فیلسوف، ایده روسی ریشه در ایده‌رادری مردم از مردم دارد، زیرا مردم روسیه در ساختار معنوی خود مذهبی، باز و اجتماعی هستند. با این وجود، بردایف یادآوری می‌کند که نباید قطبی‌شدن ماهیت مرد روسی را فراموش کرد که قادر به شفقت و تلخی است، تلاش برای آزادی، گاهی اوقات مستعد بردگی است.
از جمله آثار اصلی بردیاف «فلسفه آزادی» (۱۹۱۱)، «معنای خلاقیت، تجربه توجیه انسانی» (۱۹۱۶)، «فلسفه نابرابری. نامه به دشمنان در فلسفه اجتماعی» (۱۹۲۳)، «خاستگاه‌ها و معنای کمونیسم روسیه» (۱۹۳۷)، «ایده روسی. مشکلات اصلی اندیشه روسی در قرن‌های ۱۹ و ۲۰» (۱۹۴۶).

### اوراسیایسم
اوراسیایسم یک جنبش فلسفی و سیاسی است که از رد ادغام روسیه در اروپا به نفع ادغام با کشورهای آسیای مرکزی حمایت می‌کند. جنبش اوراسیا که در میان مهاجرت روسیه در دهه‌های ۱۹۲۰ و ۱۹۳۰ ظهور کرد، در آغاز قرن بیست و یکم محبوبیت یافت.
عقاید اوراسیائیسم که عملاً در نیمه دوم قرن بیستم فراموش شده بود، توسط مورخ و جغرافی‌دان لیف گومیلیف احیا شد و در آغاز قرن بیست و یکم گسترش یافت. گومیلیف در تعدادی کتاب («قوم‌زایی و بیوسفر زمین»، «هزاره در اطراف خزر» و «از روسیه تا روسیه») با استفاده از مفهوم اوراسیا و تکمیل آن با تحقیقات خود، مفهوم قوم‌زایی خود را شکل می‌دهد. او به تعدادی از نتایج دست می‌یابد، که در میان آن‌ها بزرگ‌ترین آن‌ها: اولاً، هر قومیت جامعه‌ای از مردم است که توسط یک کلیشه رفتاری متحد شده‌است. دوماً، یک قوم و رفتار کلیشه‌ای آن در شرایط جغرافیایی و اقلیمی خاص شکل می‌گیرد و برای مدت طولانی ثابت می‌ماند. سوماً، کل‌های ابرقومی بر اساس کلیشه‌ای تعمیم‌یافته از رفتار شکل می‌گیرند که نمایندگان گروه‌های قومی مختلف یک گروه ابرقومی واحد به اشتراک می‌گذارند. چهارم، کلیشه رفتار یک‌پارچگی فراقومی، شیوه خاصی از وجود است که شرایط خاصی از وجود را برآورده می‌کند.

## فلسفه شوروی
پیش از آغاز انقلاب اکتبر، فلسفه مارکسیسم در روسیه توسعه یافت (گئورگی پلخانف، ولادیمیر لنین).
پرسش اصلی در فلسفه شوروی مسئله رابطه ماده و آگاهی بود و روش اصلی دیالکتیک بود که در آن سه قانون از هم متمایز می‌شد. از نظر ساختاری، فلسفه به ماتریالیسم دیالکتیکی و ماده‌باوری تاریخی، یعنی فلسفه طبیعت و فلسفه تاریخ تقسیم می‌شد. که از آن به ماده و واقعیت عینی تعبیر می‌شد، در مکان و زمان جاودانه و نامتناهی تلقی می‌شد. هشیاری به‌عنوان «خاصیت ماده بسیار سازمان‍یافته» تعبیر شد.
تئوری دانش تحت سلطه نظریه بازتاب لنینیستی بود. روند تاریخی از طریق منشور یک رابطه فرعی بین پایه (اقتصاد) و روبنا (فرهنگ) درک شد که از طریق شکل‌گیری‌های متوالی جایگزین شد: سیستم کمونی اولیه، نظام برده‌داری، فئودالیسم، سرمایه‌داری و سوسیالیسم (به عنوان مرحله اول)، کمونیسم. در سال‌های اتحاد جماهیر شوروی، بحث در مورد ماهیت ایده‌آل و اختلافات در مورد ماهیت اطلاعات محبوبیت پیدا کرد.
میخائیل باختین ایده‌های چندصدایی، گفتگو و کارناوالیسم را توسعه می‌دهد. فیلسوفانی مانند آلکسی لوسف، سرگئی آورینتسف، ولادیمیر بی بیخین در اواخر دوره شوروی از محبوبیت زیادی برخوردار بودند. در اواخر شوروی و دوره پس از فروپاشی شوروی، ایده‌های مکتب نشانه‌شناسی مسکو – تارتو شناخته شد.

## فلسفه پس از شوروی
پس از لغو ممنوعیت‌های ایدئولوژیک به‌دلیل فروپاشی اتحاد جماهیر شوروی، فلسفه روسی در وضعیت نامشخصی قرار گرفت. با حفظ ساختار موجود آموزش فلسفی، روند تسلط بر آن بخش از میراث فلسفی، که فلسفه شوروی به‌طور مصنوعی از آن جدا شده بود، آغاز شد. رشته‌های جدیدی از چرخه فلسفی پدید آمدند و شروع به توسعه کردند؛ علوم سیاسی، مطالعات فرهنگی، مطالعات دینی، انسان‌شناسی فلسفی.
تلاش‌هایی برای از سرگیری سنت فلسفی منقطع، بازگشت به میراث فلسفه دینی روسیه انجام شد، اما این تلاش‌ها (به گفته یوری سمیونوف، دانیل دانین، میخائیل چولاکی و بسیاری دیگر) شکست خورد.
در حال حاضر چندین سازمان وجود دارند که تداوم خود را به ایده‌های اوراسیائی‌ها اعلام می‌کنند. اصلی‌ترین آن‌ها اتحادیه جوانان اوراسیا، جنبش بین‌المللی اوراسیا ایدئولوگ اصلی نئواوراسیایسم، الکساندر دوگین، و تعدادی سازمان دیگر هستند.

### مدرسه گئورگی شچدروویتسکی
سهم بسیار مهم و بدیع در توسعه فلسفه روسی متعلق به گئورگی شچدروویتسکی و مکتب روش‌شناختی او است که متعاقباً بر این اساس فرموله شد (فلسفه سوم روسی در واقع روش‌شناسی است). سیستم فلسفی و روش‌شناختی که توسط شچدروویتسکی و مکتب او ایجاد شد (به‌عنوان دایره روش‌شناختی مسکو نیز شناخته می‌شود)، راه‌های اصلی برون‌رفت از وضعیت مشکل‌آفرین پست‌مدرنیسم را ارائه می‌دهد.

## یادداست
1. ↑  اسلاووفیلیسم جنبشی برخاسته از قرن ۱۹ بود که می‌خواست امپراتوری روسیه بر اساس ارزش‌ها و نهادهای برگرفته از تاریخ اولیه روسیه توسعه یابد. اسلاووفیل‌ها با نفوذ اروپای غربی در روسیه مخالف بودند.